# Bebe Zahara Benet
Nea Marshall Kudi, född 20 mars 1981 i Kamerun, mer känd som BeBe Zahara Benet, är en amerikansk dragqueen och vinnare av första säsongen av RuPauls dragrace. Kudi verkade tidigare som manlig modell.

## Biografi
Kudis första erfarenhet av drag var vid en modevisning i Paris, där han ombads klä sig i en klänning och gå mannekäng som kvinna som nödlösning då en av de kvinnliga modellerna inte dök upp.  Kudi beskriver sin dragperson Bebe som "en stark och vacker illusion skapad för underhållning och konstnärligt uttryck av det feminina."

### Musik
Benets första musiksingel, "I'm the Sh*t" släpptes den 16 november 2009. Singeln är mixad av Felix Baumgartner, Ralphi Rosario och Mark Picchiotti. Han släppte sin andra singel "Cameroon" i juli 2010. Benet gjorde en kaméroll  i musikvideon för Erasures återsläpp av sin sång A Little Respect i december 2010 (vilken var en insamling för studenter vid Harvey Milk Institute i San Francisco. Sin tredje singel släppte han via iTunes 17 april 2012, kallad  "Dirty Drums". Den 3 mars 2014 släppte Benet sin fjärde singel, Face.

## Privatliv
Kudi är bosatt i New York. När han först kom till USA från Frankrike, bosatte han sig först i Minneapolis där han hade släkt.

## Diskografi
Singlar
- "I'm The Sh*t" (2009)
- "Cameroon" (2010)
- "Dirty Drums" (2012)
- "Face" (2014)